# Nazionale maschile di pallavolo della Svizzera
La nazionale maschile di pallavolo della Svizzera è una squadra europea composta dai migliori giocatori di pallavolo della Svizzera ed è posta sotto l'egida della Federazione pallavolistica della Svizzera.

## Rosa
Segue la rosa dei giocatori convocati per il campionato europeo 2023.
| N° | Nome                 | Ruolo | Data di nascita  | Squadra      |
| -- | -------------------- | ----- | ---------------- | ------------ |
| 2  | Peer Harksen         | P     | 30 dicembre 1995 | Lucerna      |
| 4  | Bruno Jukić-Sunarić  | S     | 11 maggio 1998   | Lucerna      |
| 5  | Luca Ulrich          | S     | 12 gennaio 1997  | Schönenwerd  |
| 6  | Reto Giger           | P     | 5 agosto 1991    | Schönenwerd  |
| 8  | Quentin Zeller       | S     | 29 marzo 1994    | Unterhaching |
| 12 | Linus Birchler       | C     | 4 marzo 1998     | Jona         |
| 13 | Simon Maag           | C     | 22 agosto 2001   | Jona         |
| 15 | Julian Weisigk       | O     | 16 febbraio 2000 | Paris        |
| 17 | Alexander Lengweiler | C     | 20 giugno 2001   | Lucerna      |
| 18 | Karim Zerika         | C     | 2 dicembre 1996  | Losanna UC   |
| 19 | Anes Perezić         | O     | 20 agosto 1999   | Graz         |
| 20 | Lars Migge           | S     | 28 maggio 2004   | Amriswil     |
| 21 | Jonas Peter          | L     | 21 gennaio 2003  | Lucerna      |
| 22 | Luca Müller          | L     | 8 maggio 1993    | Lucerna      |

## Risultati

### Competizioni CEV
| 1948 | non qualificata | -            |
| 1950 | non qualificata | -            |
| 1951 | non qualificata | -            |
| 1955 | non qualificata | -            |
| 1958 | non qualificata | -            |
| 1963 | non qualificata | -            |
| 1967 | non qualificata | -            |
| 1971 | 19º posto       | Convocazioni |
| 1975 | non qualificata | -            |
| 1977 | non qualificata | -            |
| 1979 | non qualificata | -            |
| 1981 | non qualificata | -            |
| 1983 | non qualificata | -            |
| 1985 | non qualificata | -            |
| 1987 | non qualificata | -            |
| 1989 | non qualificata | -            |
| 1991 | non qualificata | -            |
| 1993 | non qualificata | -            |
| 1995 | non qualificata | -            |
| 1997 | non qualificata | -            |
| 1999 | non qualificata | -            |
| 2001 | non qualificata | -            |
| 2003 | non qualificata | -            |
| 2005 | non qualificata | -            |
| 2007 | non qualificata | -            |
| 2009 | non qualificata | -            |
| 2011 | non qualificata | -            |
| 2013 | non qualificata | -            |
| 2015 | non qualificata | -            |
| 2017 | non qualificata | -            |
| 2019 | non qualificata | -            |
| 2021 | non qualificata | -            |
| 2023 | 23º posto       | Convocazioni |